# Kollam Station
Kollam Station (også kaldet Quilon) er den største jernbanestation i Kollam, en by i den indiske delstat Kerala. Det er den næststørste jernbanestation i Kerala med hensyn til areal og den største med hensyn til antallet af spor. Den årlige billetindtægt for Kollam banegård er €11,34 millioner (US$12 millioner), og det daglige antal passagerer på denne station er 23.048.